# Шупляк, Пётр Алексеевич
Пётр Алексеевич Шупляк (бел. Пётр Аляксеевіч Шупляк) (род. 8 сентября 1943, д. Брусковщина, Минская область) — советский и белорусский историк, профессор Белорусского государственного университета, кандидат исторических наук.

## Биография
Родился в крестьянской семье 8 сентября 1943 года.
В 1970 г. окончил исторический факультет Белорусского государственного университета. Обучался в аспирантуре Йенского университета им. Ф. Шиллера (Германия, 1972—1975).
На формирование исторического мировоззрения оказали влияние М. Вайссбеккер и Л. М. Шнеерсон.
В 1975 г. защитил кандидатскую диссертацию «Профсоюзы и стачечная борьба в Германии в период мирового экономического кризиса 1929—1933 гг.» (науч. рук. — профессор М. Вайссбеккер).
Доцент (1978). Профессор (1993).
С 1970 г. преподает в БГУ. Доцент (1978—1993), зам. декана (1981—1991), декан исторического факультета (1991—1996), с 1993 г. — профессор кафедры истории нового и новейшего времени БГУ.
Член Советов БГУ (1991—1997) и исторического факультета (с 1983), редколлегий журналов «Беларускі гістарычны часопіс», «Беларуская мінуўшчына», «Веснік БДУ». Возглавлял Белорусскую ассоциацию историков (1993—1996).
Награждён знаками «За отличные успехи в работе» (1987), «Выдатнік адукацыі Рэспублікі Беларусь» (2003), грамотами Министерства народного образования. Подготовил двух кандидатов наук.
Научные интересы: история Германии в XX в.; история рабочего движения; социал-демократическое движение на современном этапе. Автор более 50 работ.
Основные публикации: Великая победа и мировой революционный процесс. — Мн., 1983 (в соавт.); Рабочее и освободительное движение в странах зарубежной Европы и Америки в новое и новейшее время. — Мн., 1986 (в соавт.); Коминтерн и РСИ: проблемы политики и взаимоотношений: программа спецкурса. — Мн., 1994; Всемирная история: Учеб. пособ.: В 3 ч. — Мн., 2002, 2006 (в соавт.); Германские профсоюзы накануне установления фашистской диктатуры в стране (декабрь 1932 — январь 1933 г.) // Вопросы истории: Сб. статей. — Вып. 10. — Мн., 1983; Вопросы войны и мира в политике Коминтерна // Революция — социализм — мир: Сб. статей. — Мн., 1987; Problemy edukacji historycznej w szkolach wyzszych Republiki Białorus // Polska-Białorus 1918—1945. — Warszawa, 1994; Wahrnehmungen und Legenden: Das Bild von Rudolf Hess in sowjetischen Publikationen // Patzold, K., Weissbecker, M., Rudolf Hess. Der Mann an Hitlers Seite — Leippzig, 1999; Усеагульная гісторыя ў Беларусі: дасягненні, праблемы, перспектывы // Гістарычны альманах. — Т. 4. — Гародня, 2001; Германские профсоюзы и рурский кризис 1923 г. // Выбраныя навуковыя працы БДУ: У 7 т. — Т. 2. — Мн., 2001; Германские профсоюзы как фактор политической жизни в период Веймарской республики // Polska — Europa — Swiat XX wieku. — Pzeszow, 2005.
Публикации об историке: Пётр Аляксеевіч Шупляк. - Веснік БДУ, серыя 3. - Мінск, 1993, №3. - С. 78; Стрелец М.В. П.А. Шупляк: портрет ученого и педагога. Историк и его дело: судьбы ученых и научных школ. - Ижевск, 2008. - С. 142 — 146; Кошелев В.С., Острога В.А. Кафедра истории нового и новейшего времени БГУ. - Минск, 2010; Ходзін С.М., Яноўскі А.А., Каханоўскі А.Г. Жыццёвыя і творчыя карані дэкана гістарычнага факультэта Беларускага дзяржаўнага ўніверсітэта. Да 70-годдзя Пятра Аляксеевіча Шупляка. - Працы гістарычнага факультэта БДУ, Выпуск 8, Мінск, 2013. - С. 218-241; Кошелев В.С., Колб Е.Г. Пётр Алексеевич Шупляк. - Веснік БДУ, Серыя 3, №1. - Минск, 2014. - С. 90; Сосна У.А., Яноўскі А.А. Адкрываючы новыя дальагляды: беларуская састаўляючая у дзейнасці гістарычнага факультэта БДУ (канец 1980-х — першая палова 1990-х гг.). - Веснік БДУ, Серыя 3, №1. -  Мінск, 2014; Энцыклапедыя гісторыі Беларусі. - Т.6. - Мінск, 2003. - С. 236.